# وایت پلینز (آلاباما)
وایت پلینز (به انگلیسی: White Plains) شهرکی در شهرستان کلهون ایالت آلاباما است که مساحت آن ۳۳٫۴۲ کیلومترمربع است و در سرشماری سال ۲۰۱۰ میلادی، ۸۱۱ نفر جمعیت داشته و تراکم جمعیتی آن، ۲۴٫۲۷ در کیلومترمربع بوده است.